# William Congreve
 Der er flere personer med dette navn, se William Congreve (opfinder).
William Congreve (født 24. januar 1670 i Irland, død 19. januar 1729) var en engelsk poet og dramatiker. Han studerede på Trinity College i Dublin med John Dryden som tutor. Han blev begravet i Westminster Abbey.